# Bělouš

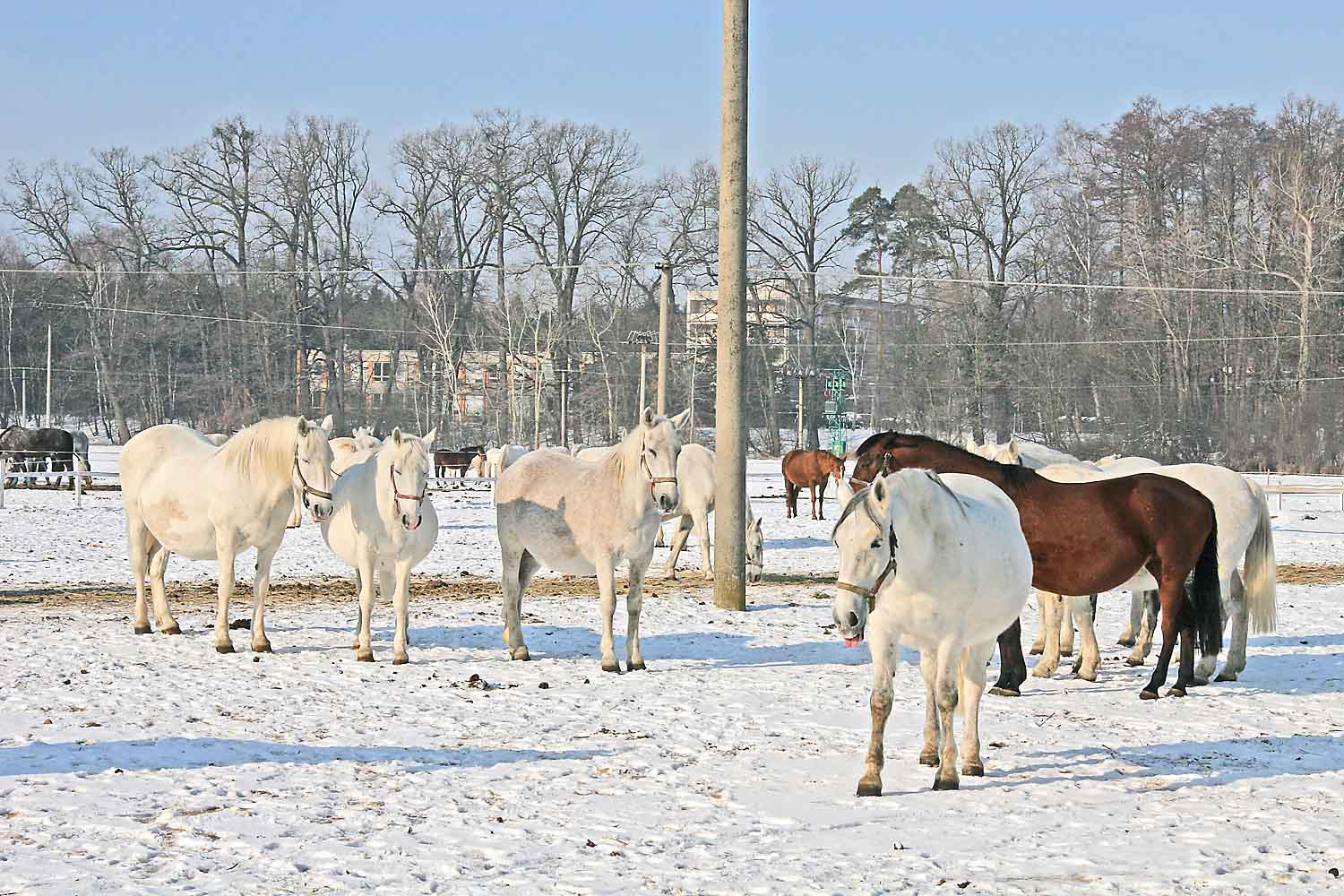
Stádo klisen starokladrubského bělouše v Kladrubech nad Labem

Bělouš je označení jednoho ze základních zbarvení koní.

## Odstíny bílé
Pouze velmi vzácní koně - albíni - s červenýma očima jsou zcela bílí. V naprosté většině je kůže tmavošedě pigmentovaná, srst tvořená bílými chlupy nebo směsí bílých a barevných chlupů.
Bělouši jsou buď vybělující nebo nevybělující. Vybělující se rodí tmaví a během dospívání jejich srst zbělá, nevybělující mají srst tvořenou směsí bílých a barevných chlupů (po celém těle nebo v určitých vzorech). Podle toho se označují buď podle barvy (červení, rezaví, šedí bělouši) nebo vzoru (mourek, mušák, pstružák, jablečňák, grošák apod.).